# Hjältar och skurkar
Hjältar och skurkar är ett album från 1986 av Anders F Rönnblom.

## Låtlista
1. Hjältar och skurkar (Heroes And Villains) - 4:56
2. Feel So Blue And Yellow - 2:37
3. Kärlek på rygg - 4:10
4. Porträtt av en rödögd socialdemokrat - 3:15
5. Sången om Sveriges väl och ve - 4:55
6. Bakom fiendelinjen - 3:37
7. Så fint och magnefikt - 3:28
8. Fruktan är en bruten vinge - 2:28
9. Zick-zack genom livet som Frank Andersson - 3:54
10. Rosen i regnet - 3:06
11. Paradisets grav - 3:47
12. Dada älskar dada älskar mig - 3:40 (Bonusspår på F-box utgivningen)
13. Ord - 4:55 (Bonusspår på F-box utgivningen)
14. Långsam bris - 4:15 (Bonusspår på F-box utgivningen)